# Dudleya formosa
Dudleya formosa är en fetbladsväxtart som beskrevs av Reid Venable Moran. Dudleya formosa ingår i släktet Dudleya och familjen fetbladsväxter. Inga underarter finns listade i Catalogue of Life.